# Heteragrion azulum
Heteragrion azulum là loài chuồn chuồn trong họ Megapodagrionidae. Loài này được Dunkle mô tả khoa học đầu tiên năm 1989.